# 奥克什泰特
奥克什泰特（法語：Hochstett，发音：[okʃtɛt] 或 [oxʃtɛt]）是法国下莱茵省的一个市镇，属于阿格诺-维桑堡区（Haguenau-Wissembourg）和阿格诺县（Haguenau）。该市镇总面积2.13平方公里，2009年时的人口为319人。

## 人口
奥克什泰特人口变化图示